# Cryptomela typhae
Cryptomela typhae är en svampart som beskrevs av Died. Cryptomela typhae ingår i släktet Cryptomela, divisionen sporsäcksvampar och riket svampar.   Inga underarter finns listade i Catalogue of Life.